# Foothold (Zvezdna vrata SG-1)
Foothold je naslov epizode znanstveno-fantastične serije Zvezdna vrata, v kateri SG-1 na poti v bolnišnico izve, da so zaradi uhajanja nevarne snovi zapečatili del štaba SG. Med rutinskim zdravniškim pregledom dr. Fraiser vsakemu članu ekipe vbrizga pomirjevalo, zaradi katerega padejo v nezavest. Teal'c, ki se prebudi prvi, na skrivaj opazuje dr. Fraiserja in generala Hammonda med pogovorom z dvema vesoljcema. General ukaže, naj Teal'ca in Carterjevo zaprejo v celico. Teal'cu ne preostane drugega, kot da Carterjevo zbudi. Skupaj morata ugotoviti, kaj se dogaja.